# Tres Tribus Afiliades
Les Tres Tribus Afiliades de Dakota del Nord, també coneguts com a Nació Mandan, Hidatsa i Arikara és una tribu reconeguda federalment d'amerindis dels Estats Units que comprèn la unió d'arikares, hidatses i mandans, les terres natives dels quals es trobaven al llarg de la conca del riu Missouri a les Dakotes. Les privacions, disminució de població per malalties infeccioses i els reassentaments forçosos van dur les restes dels pobles a unir-se durant el segle XIX.
Avui en dia, la nació es basa en la Reserva índia de Fort Berthold de Dakota del Nord. La tribu té al voltant de 13.000 membres inscrits. Gairebé 4.500 d'aquests viuen a la reserva; altres viuen i treballen en altres llocs.

## Canvis de qualificació
El 2010 la tribu va aprovar esmenes emfatitzant el quàntum de sang o quantitat mínimes d'ascendència tribal per qualificar les persones per al registre i com a candidats a càrrecs públics. Els candidats havien de tenir almenys 1/8 d'ascendència mandan, hidatsa o arikara (l'equivalent a un besavi de sang pura) per esdevenir membre inscrit de la Nació MHA. Abans de l'aprovació de l'esmena, el 3 de novembre de 2010, el fet de ser-ne membre estava obert a qualsevol persona amb "descendent lineal" amb almenys un dels pares membre de la Nació MHA. Aquesta esmena va ser aprovada per una votació de 616 a favor i 477 en contra. 2.583 persones es van registrar per votar. Fou aprovat per un marge de 56/44. El 43,2% dels votants registrats votaren per canviar el requisit.
En la mateixa elecció els membres de les Tres Tribus Afiliades votaren una esmena en relació amb l'elegibilitat dels individus com a candidats a càrrecs públics de la tribu. Fins al 3 de novembre de 2010 una persona havia de tenir com a mínim 1/4 d'ascendència mandan, hidatsa o arikara (l'equivalent a un besavi de sang pura) per ser qualificat de candidat per al Consell Empresarial Tribal. El requisit previ per postular-se per a un càrrec públic va ser obert a qualsevol persona membre de les Tres Tribus Afiliades independentment del quàntum de sang. Aquesta esmena va ser aprovada per una votació de 693 a 400 i en contra. 2.583 persones es van registrar per votar. Fou aprovat per un marge de 64/36. El 43,2% dels votants registrats votaren per canviar el requisit.
El 30 de juliol de 2013, el poble de les Tres Tribus Afiliades va convocar l'elecció de secretaria en 2 esmenes proposades a la Constitució.

## Mandan
Els mandan són una tribu d'amerindis dels Estats Units que forma part de les Tribus Afiliades de Dakota del Nord. En l'apogeu de la seva cultura històrica, els mandan van ser pròspers i pacífics agricultors i comerciants, que destacaren pel seu excel·lent conreu de blat de moro i sílex del riu Knife. Van construir cases de terra i van fer pobles de gran habilitat tècnica, i conrearen moltes varietats de blat de moro. Eren un poble més sedentari que altres tribus més nòmades de les Grans Planes.
Lewis i Clark van romandre amb els mandan quan travessaren la regió de l'alt Missouri en la seva expedició al Nord-oest, inclosos cinc mesos en l'hivern de 1804-1805. Sacajawea una xoixon, qui havia estat segrestada i adoptada pels hidatsa de joveneta, es va unir a l'expedició com a intèrpret i guia natiu. A causa de les seves contribucions, va ser honrada amb una imatge als Estats Units en una moneda d'un dòlar. En el viatge de tornada, l'expedició va portar un cap mandan a Washington, DC.
L'epidèmia de verola de 1837–1838 els va delmar, deixant aproximadament 125 supervivents i destruint llur societat. Es van unir amb els hidatsa per sobreviure. Més tard, quan els arikara van ser empentats cap al nord per les guerres amb els lakotes, també es van establir amb els hidatsa i mandan. Quan els colons europeu-americans van començar a arribar a aquest territori en nombre al segle xix, els Estats Units va traslladar les tres tribus a la reserva índia de Fort Berthold. En virtut de la Llei de Reorganització Índia de 1934, les tribus van formar un govern tribal que van anomenar les Tres Tribus Afiliades com una unitat autònoma. Avui prop de 30 persones es confirmen mandans de pura sang. La majoria dels membres de la tribu tenen ascendència variable de mandan, hidatsa i arikara.
Alguns exploradors van descriure que els mandan i les seves estructures tenien característiques "europees", ja que els europeus van tenir dificultats per relacionar els nous llocs pel que sabien. Al segle xix algunes persones fan servir aquestes anècdotes per especular que els mandan van ser, en part, descendents de colons europeus perduts que havien arribat a Amèrica del Nord abans de l'arribada de Cristòfor Colom en 1492. Una llegenda els associa amb ascendència gal·lesa. Els historiadors i els antropòlegs no han trobat cap evidència que recolzi aquesta teoria.

## Hidatsa

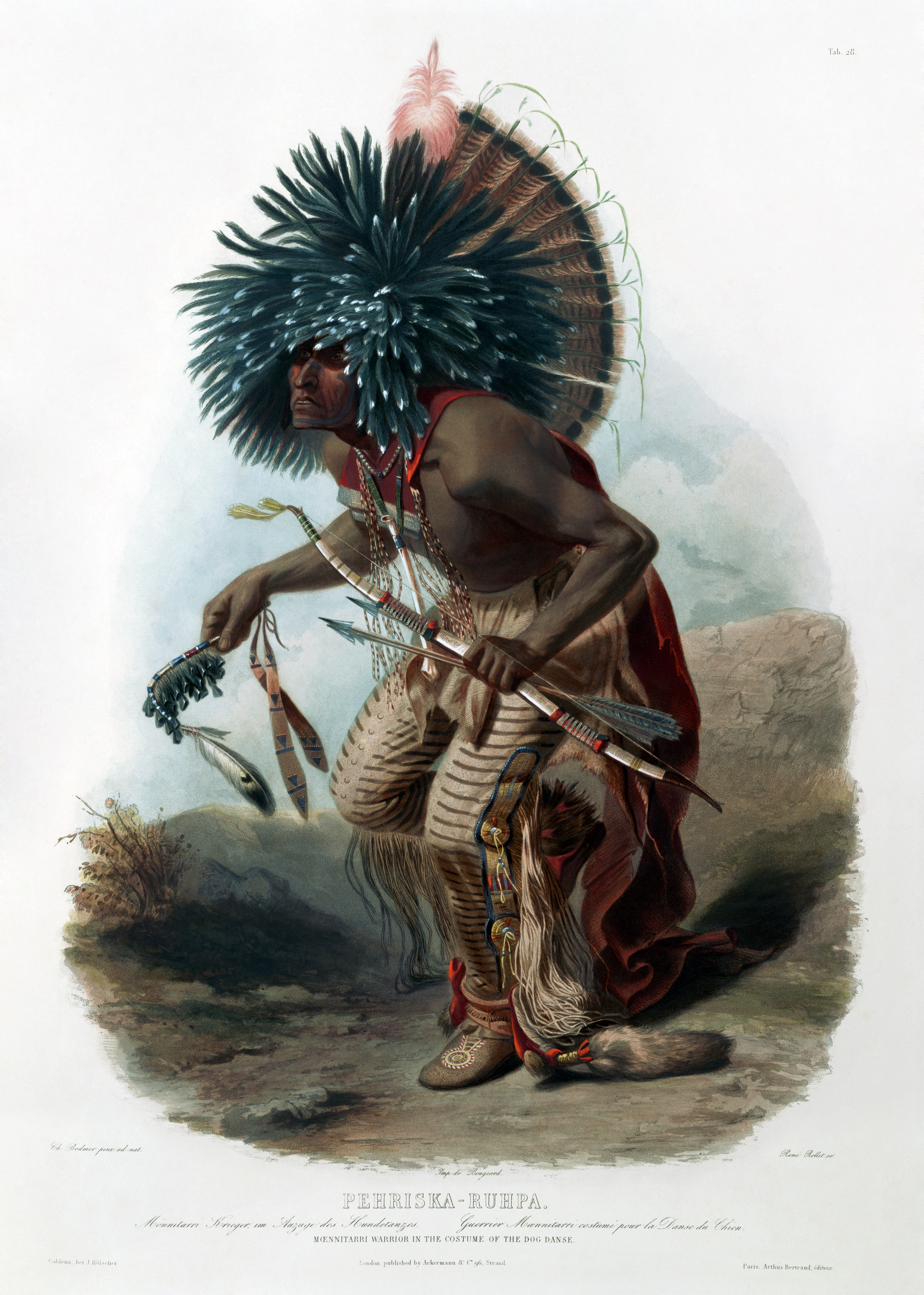
Pehriska-Ruhpa de la Banda Dog dels hidatsa, c. 1832-1834, per Karl Bodmer.

Els hidatsa, anomenats Moennitarri pels seus aliats mandans eren un poble que parlava una de les llengües sioux. El seu (autònim) és Nuxbaaga ("poble original"). El nom hidatsa es diu que vol dir "salzes," va ser el del llogaret d'una banda. Quan els llogarets es consolidaren la tribu utilitza aquest nom per al seu poble en el seu conjunt.
La seva llengua està relacionada amb la de la nació crow. Ha estat considerats una tribu emparentada amb els actuals crows de Montana. Els hidatsa han estat sovint confosos amb els Gros Ventre, una altra tribu que era històricament a Montana. El 1936 la Bureau of Indian Affairs compilà el registre tribal base de la 
 enumerant tots els hidatsa com "GV", per Gros Ventre. Avui prop de 30 hidatsa de pura sang són membres de les Tres Tribus Afiliades. La majoria dels hidatsa també tenen ascendència mandan i arikara.

## Arikares
Els arikares s'anomenaven a si mateixos sahnish. Els arikara foren desplaçats a territori mandan pel conflicte amb els lakotes (Sioux), entre la Guerra Arikara i l'assentament euroamericà en la dècada de 1870. Els arikara visqueren durant molts anys vora la base comercial de Ft. Clark, també anomenada Knife River.
El 1862 es van unir a hidatsa i mandan a Like-a-Fishhook Village, prop de la base comercial de Fort Berthold. Per al treball, els homes Arikara exploraven per a l'Exèrcit dels Estats Units, estacionat als voltants de Fort Stevenson. En 1874, els exploradors arikara guiaren Custer en l'Expedició a les Black Hills, en què la seva partida va descobrir or i va provocar el desig europeu-americana de les terres, que els lakota consideraven sagrades.
El 1876, un gran grup d'homes arikara acompanyà Custer i el 7è de cavalleria a la batalla de Little Bighorn. Els exploradors arikares estaven al cap quan les forces de l'Exèrcit dels Estats Units van atacar el campament general de milers de guerrers sioux i xeiene i les seves famílies. Diversos exploradors van agafar cavalls lakota, com se'ls havia ordenat, i altres van lluitar al costat dels soldats. Tres arikares van morir: Little Brave, Bobtail Bull, i Bloody Knife. Durant la confusió posterior, quan els exploradors van ser separats dels soldats, van tornar al campament base com se'ls havia indicat. Després de la batalla, en la qual Custer i 260 soldats nord-americans més van morir, la recerca de bocs expiatoris va donar lloc al fet que alguns crítics acusessin erròniament els exploradors d'haver abandonat als soldats.

## Notables membres tribals
- Edward Lone Fight (b. 1940), cap de les Tres Tribus Afiliades
- Tex G. Hall, Cap de les Tres Tribus Afiliades de 1998 a 2006
- Denise Juneau, Superintendent Estatal d'Instrucció Pública per Montana